# Spoorlijn Oslo - Trondheim
De spoorlijn Oslo - Trondheim, in het Noors Dovrebanen genoemd, is een Noorse spoorlijn tussen de hoofdstad Oslo en de stad Trondheim, gelegen in de provincie Trøndelag.

## Geschiedenis
Het traject werd in fases door verschillende spoorwegmaatschappijen tussen 1851 en 1921 geopend.
- Bouw begin Hovedbanen door de Norge-Hoved-Jernbane (NHJ) op 8 augustus 1851.
- Hovedbanen geopend op 1 september 1854.
- Størenbanen tussen Trondhjem en Støren met een spoorwijdte van 1067 mm geopend op 5 augustus 1864.
- Hedemarksbanen tussen Eidsvoll en Hamar geopend op 11 oktober 1880.
- Selbanen tussen Hamar en Tretten geopend op 25 september 1894.
- Selbanen tussen Hamar en Otta geopend op 29 oktober 1896. Naam van Selbaban veranderd in Eidsvoll-Ottabanen (EOB).
- Otta - Dombås geopend op 5 december 1913.
- Støren - Oppdal geopend in 1919.
- Dombås - Oppdal werd op 17 september 1921 geopend.
  - Trondheim - Otta werd omgespoord tot normaalspoor.
  - Oslo - Trondheim doorgaand via Dovre in gebruik genomen.

### Ongevallen
In de nacht van 18 september 1921 gebeurde tussen Støren en Marienborg bij Ila een ongeval met de extra openingstrein. Bij een frontale botsing kwamen zes mensen om het leven en vielen twaalf gewonden te betreuren waaronder directeur telefoonmaatschappij: Thomas Thomassen Heftye en de architect van de Dovrebanen: Erik Glosimodt.
Bij een frontale botsing bij Tretten op 22 februari 1975 botsten de sneltrein 351 uit Oslo en de sneltrein 404 uit Trondheim op elkaar. Hierbij waren 27 doden en 25 gewonden te betreuren. Dit was een van de grootste ongelukken in de Noorse spoorweggeschiedenis.
Bij dit ongeval werden de locomotieven El 14.2183 en El 14.2197 zwaar beschadigd maar later weer opgebouwd.

## Treindiensten
Personenvervoer op dit traject wordt uitgevoerd door SJ (lange afstand) en VY (regionale treinen tussen Oslo en Lillehammer).
De treindienst wordt onder meer uitgevoerd met treinstellen van het type BM73 (SJ) en BM74 (VY)
- RE 10: Drammen - Oslo S - Hamar - Lillehammer
- F 6: Oslo S - Trondheim

## Aansluitingen
In de volgende plaatsen was of is er een aansluiting van de volgende spoorwegmaatschappijen:

### Oslo Sentralstasjon
- Bergensbanen, spoorlijn tussen Bergen en Oslo S
- Drammenbanen, spoorlijn tussen Drammen en Oslo S
- Sørlandsbanen, spoorlijn tussen Stavanger en Olslo S
- Gjøvikbanen, spoorlijn tussen Gjøvik en Oslo S
- Østfoldbanen, spoorlijn tussen Kornsjø en Oslo S
- Kongsvingerbanen, spoorlijn tussen Magnor en Oslo S
- Hovedbanen, spoorlijn tussen Eidsvoll en Oslo S
- Gardermobanen, spoorlijn tussen Nye Eidsvoll en Oslo S
- Follobanen, toekomstige spoorlijn tussen Ski en Oslo S

### Lillestrøm
- Kongsvingerbanen, spoorlijn tussen Magnor en Oslo S
- Hovedbanen, spoorlijn tussen Eidsvoll en Oslo S
- Gardermobanen, spoorlijn tussen Nye Eidsvoll en Oslo S

### Eidsvoll
- Hovedbanen, spoorlijn tussen Eidsvoll en Oslo S
- Gardermobanen, spoorlijn tussen Nye Eidsvoll en Oslo S

### Hamar
- Rørosbanen, spoorlijn tussen Hamar en Trondheim (via Elverum)

### Dombås
- Raumabanen, spoorlijn Dombås en Åndalsnes

### Støren
- Rørosbanen, spoorlijn tussen Hamar en Trondheim (via Elverum)

### Marienborg
- Stavnebanen, spoorlijn in Trondheim tussen station Marienborg en station Leangen

### Trondheim
- Meråkerbanen, spoorlijn tussen Trondheim en Storlien
- Nordlandsbanen, spoorlijn tussen Trondheim en Bodø

## Elektrische tractie
Het traject werd in tussen 1927 en 1998 in fases geëlektrificeerd met een spanning van 15.000 volt 16 2/3 Hz wisselstroom.
- 1927 - Oslo - Lillestrøm
- 1953 - Lillestrøm - Hamar
- 1966 - Hamar - Fåberg
- 1967 - Fåberg - Otta
- 1968 - Otta - Hjerkinn
- 1970 - Hjerkinn - Støren - Trondheim
- 1998 - Gardermobanen

## Afbeeldingen

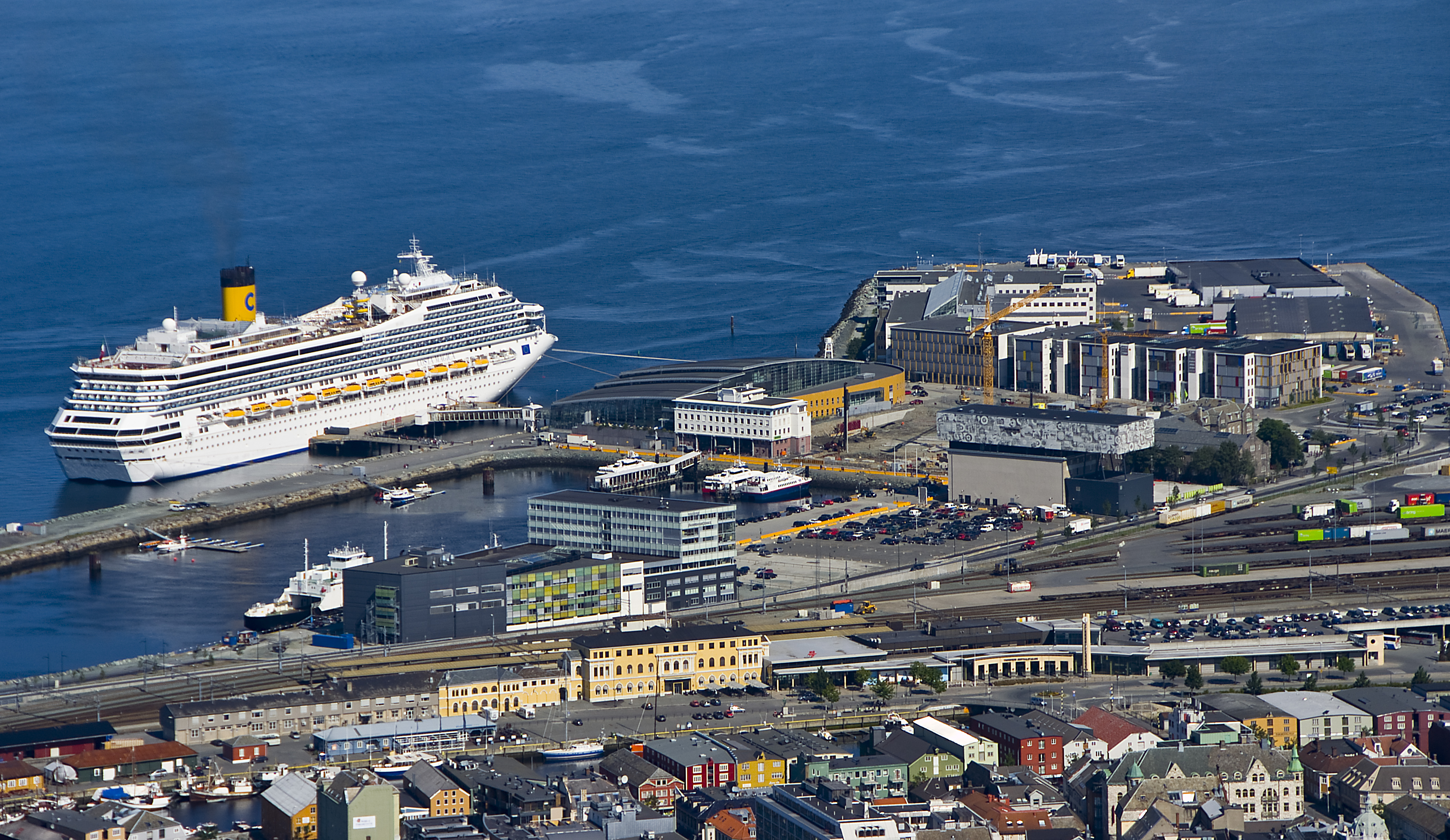
Trondheim, haven en centraal station
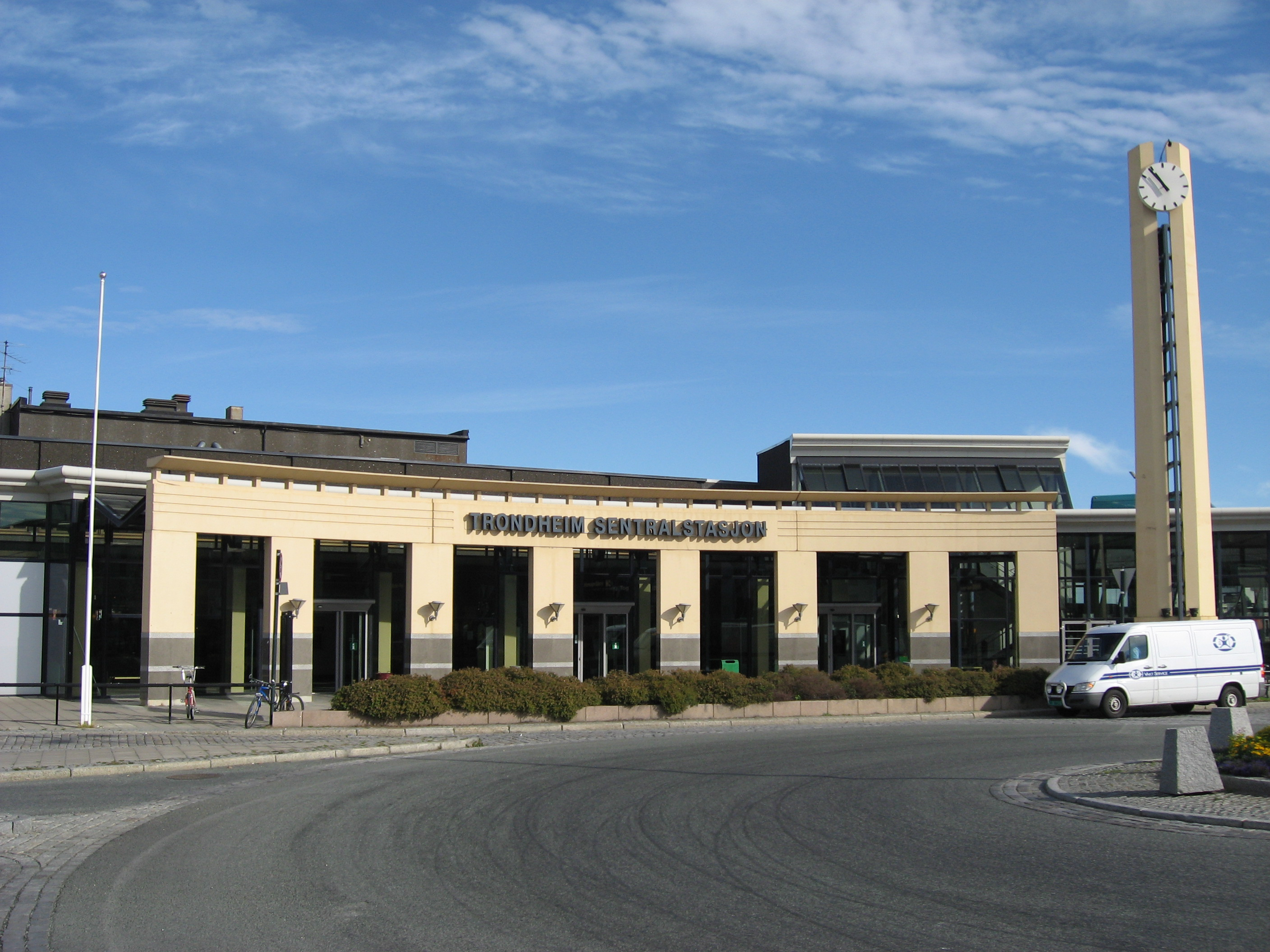
Trondheim centraal station, nieuwe gedeelte
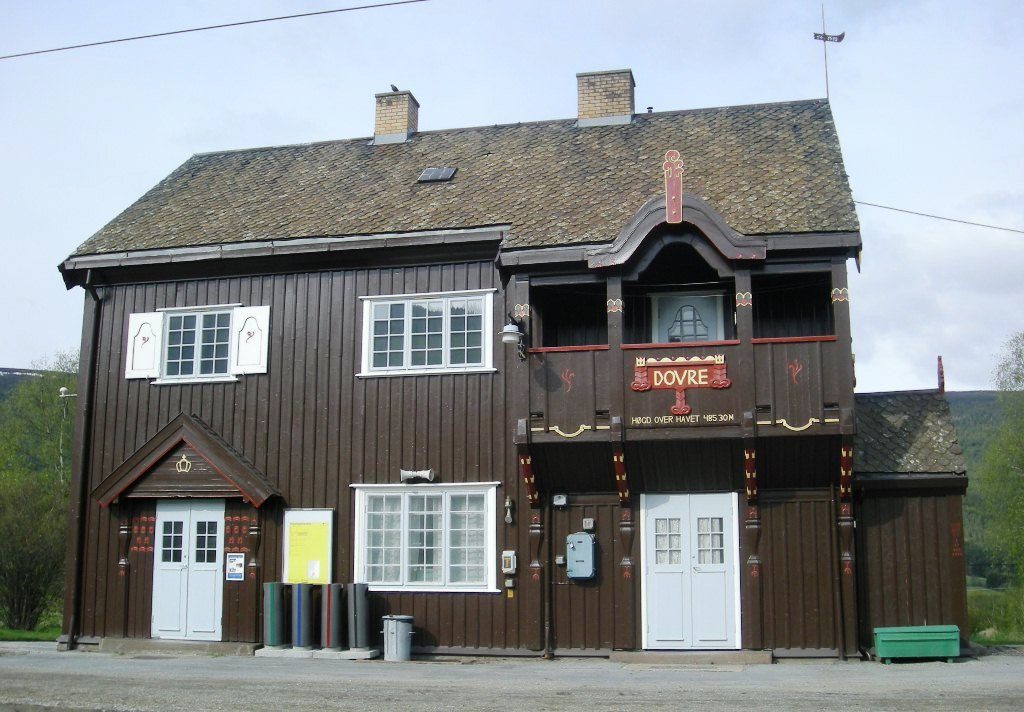
Station Dovre
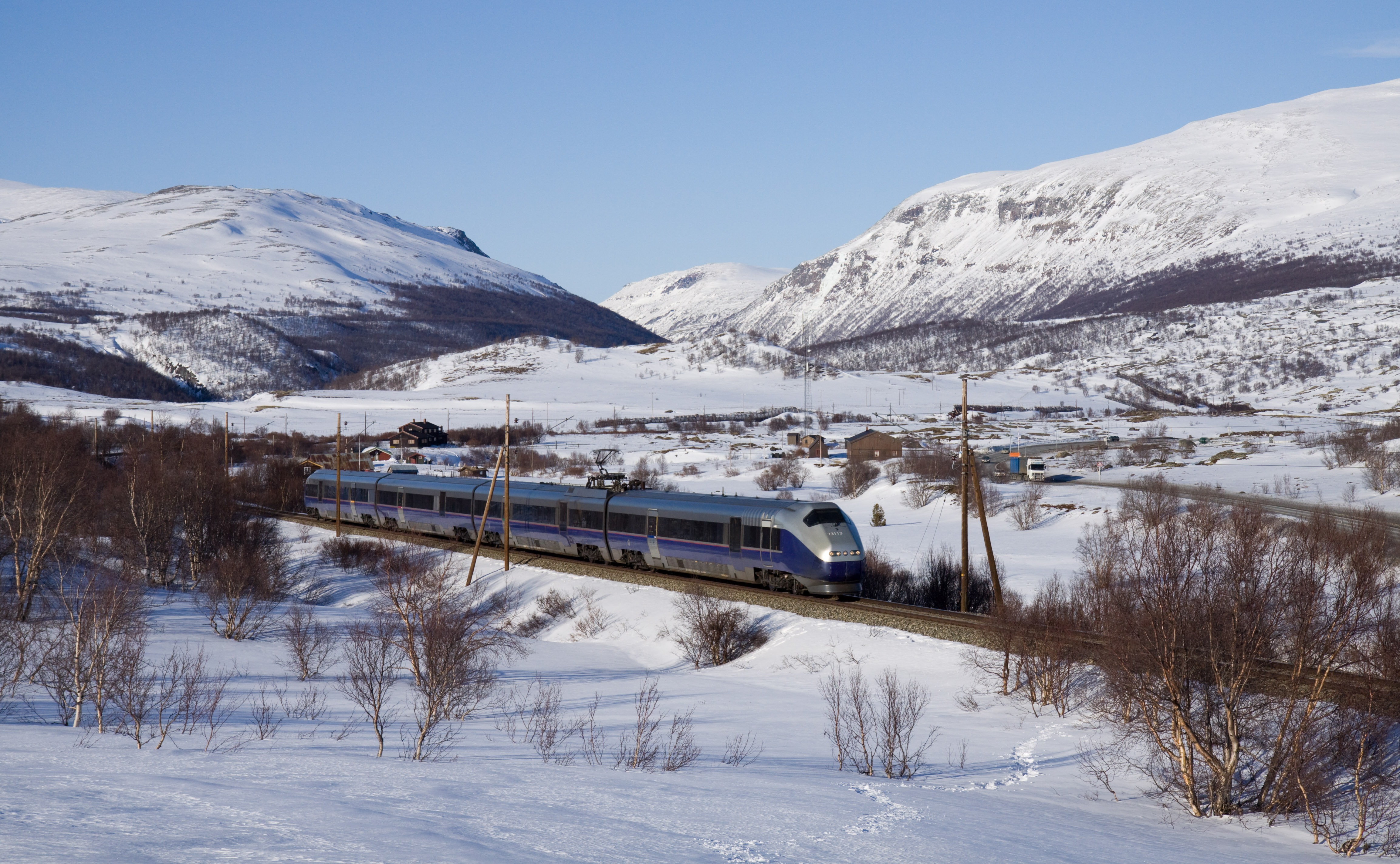
Bij Hjerkinn
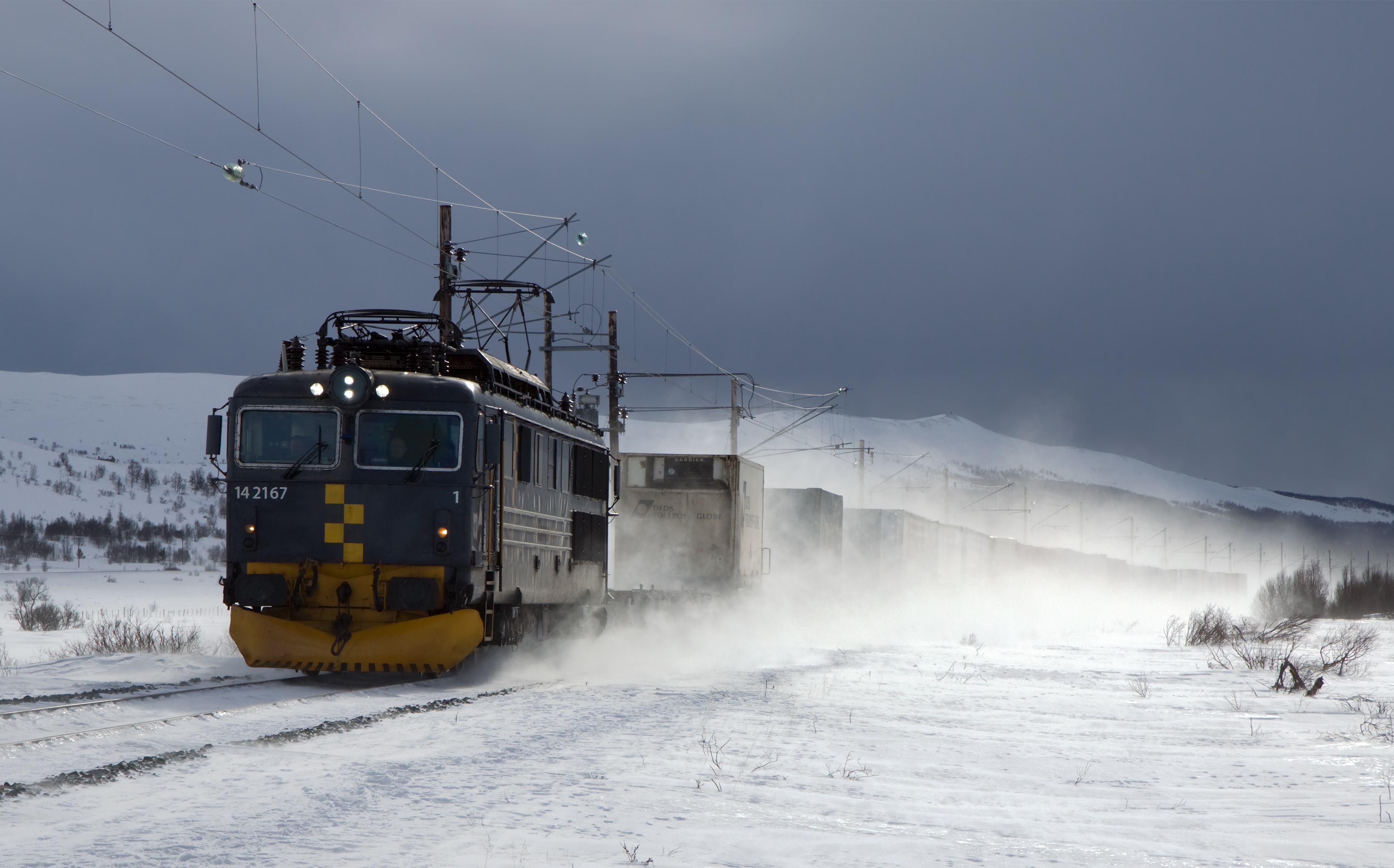
Bij Dombås
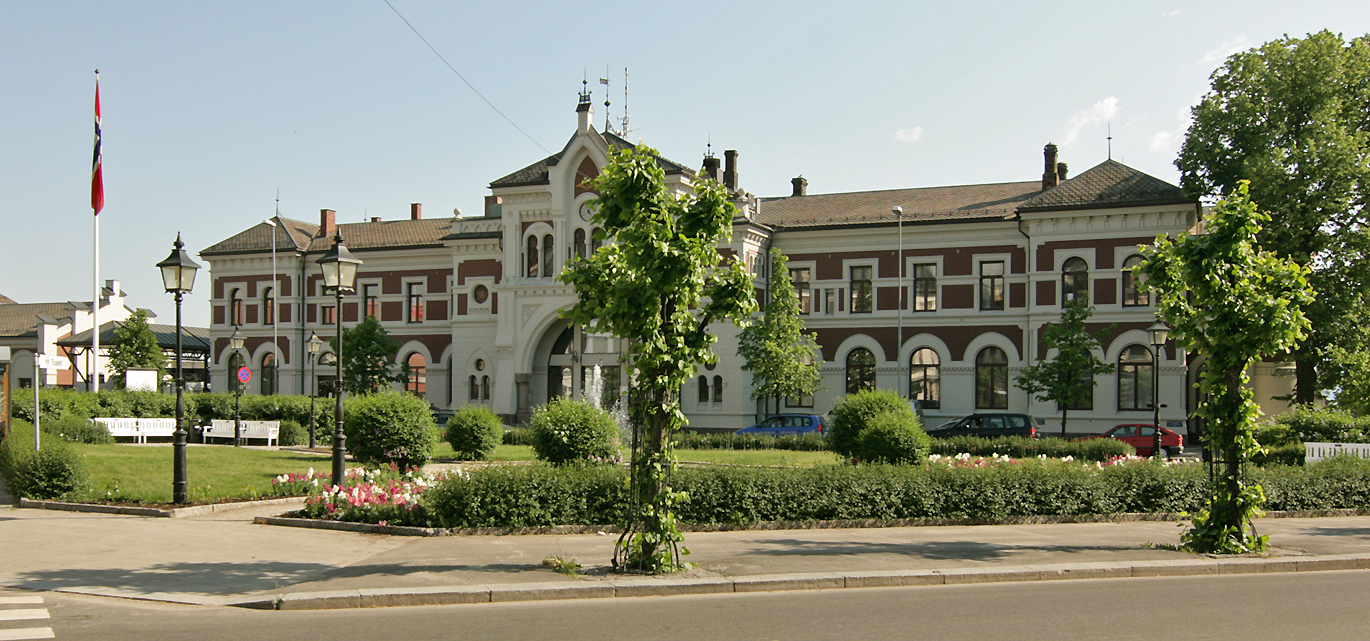
Station Hamar
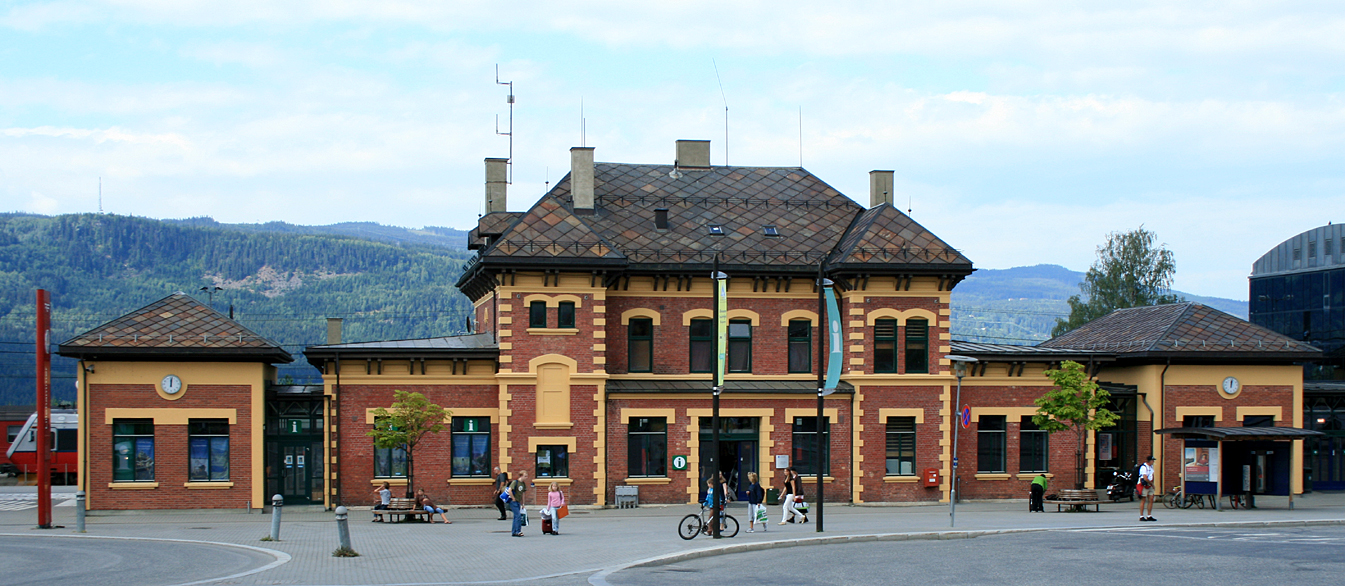
Station Lillehammer
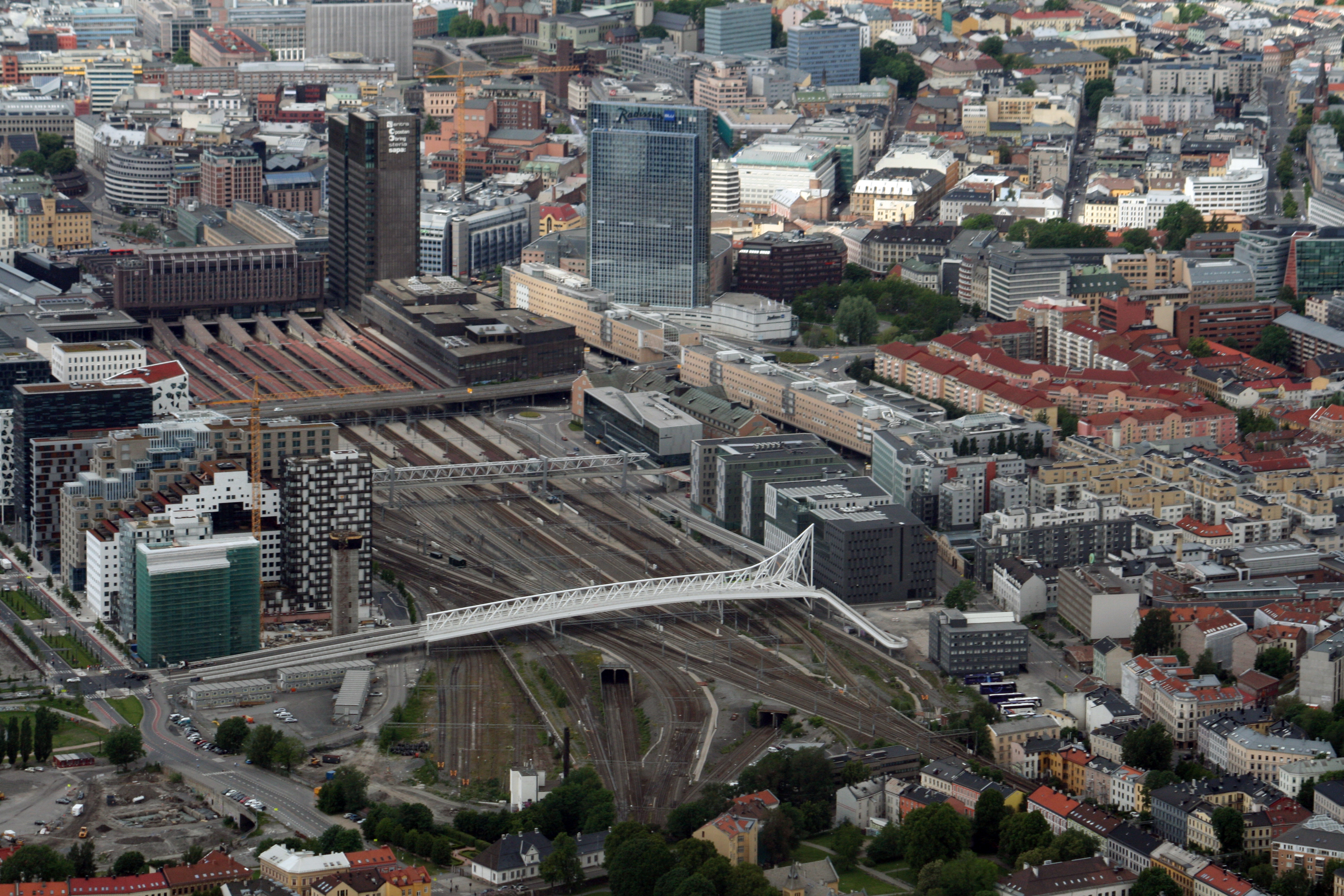
Oslo centraal station